# Friesennerz

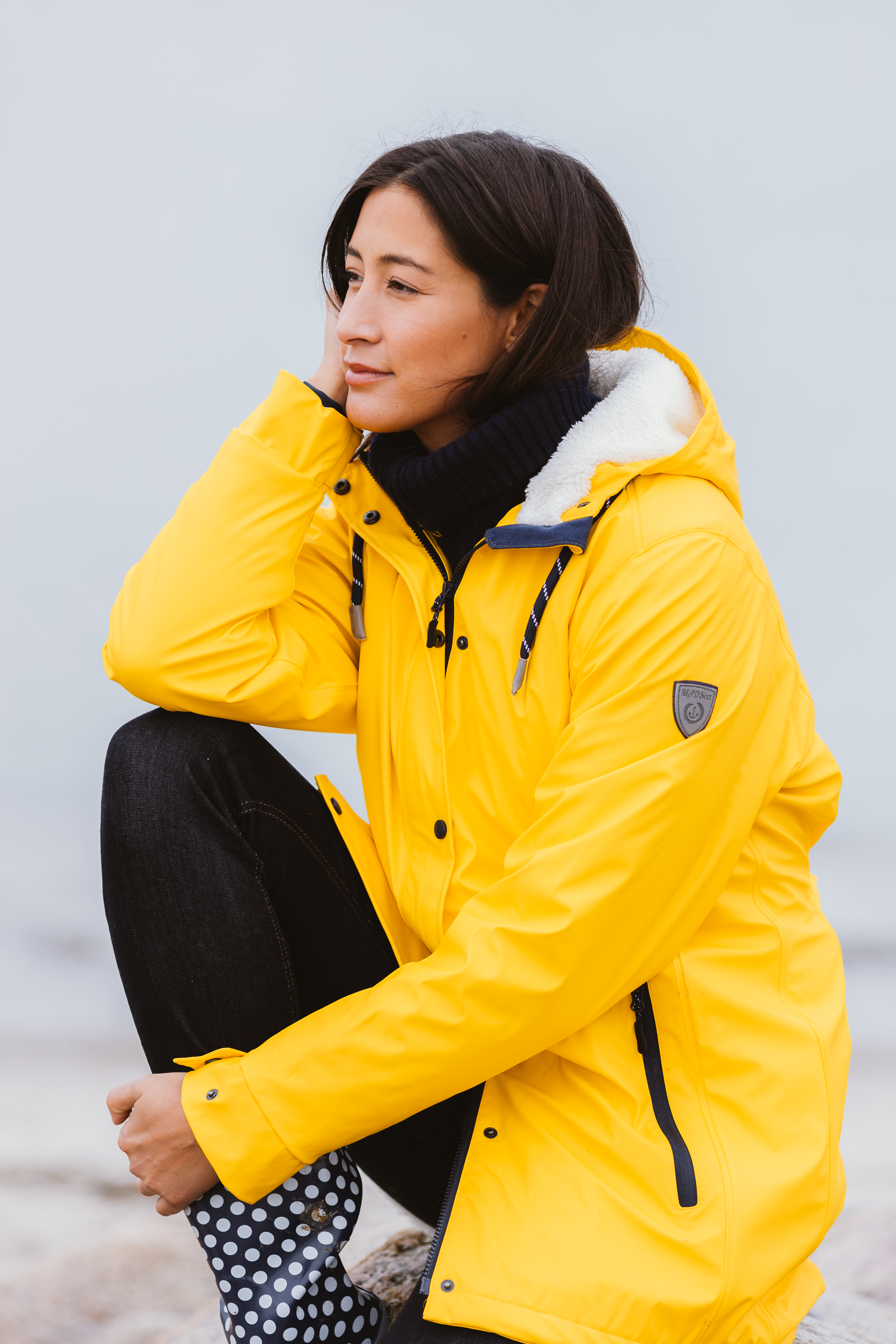
Friesennerz Original

Der Friesennerz (auch: Ostfriesennerz) ist die metaphorisch-ironische Bezeichnung für eine Regenschutzbekleidung, die ungefähr zwischen 1970 und 1985 beliebt war. Es handelt sich dabei ursprünglich um eine dauerhaft wasserdichte Textilie für Berufsfischer und den Segelsport (Ölzeug). Sie zeichnet sich neben der Funktionalität durch große Sichtbarkeit aus (leuchtendes Gelb, Orange). Als Trägermaterial dient Polyester, die Wasserfestigkeit ergibt sich durch eine PVC-Beschichtung in unterschiedlichen Stärken je nach Beanspruchungsgrad.
Charakteristisch sind die große Kapuze, voluminöse Taschen mit Klappen und eine Frontleiste mit Druckknöpfen. Die Nähte sind entweder verschweißt oder, falls sie genäht sind, von innen verklebt.
Von der Küste kommend, erlebte diese für maritime Zwecke gedachte Schutzkleidung einen Boom im Binnenland. Die Beliebtheit des Friesennerzes wurde als „Verwirklichung des Kommunismus auf modischem Gebiet“ bezeichnet, da es wohl kaum jemanden gab, der diese Jacke nicht getragen hätte oder sich ihre Anschaffung nicht hätte leisten können.

## Der klassische Friesennerz
Zum Erfolg beigetragen hat das Prinzip der beidseitig tragbaren Regenwendejacke, im Jahre 1968 entworfen von Jan E. Ansteen Nielsson, dem Gründer von Jeantex aus dem kleinen dänischen Ort Hørve. Dieses Design wird heute als der klassische Friesennerz angesehen. Die Wendejacke war vom Schnitt her einem Bundeswehr-Parka ähnlicher als dem einer Öljacke. In der ursprünglichen Fassung wurde auf dem auch nach außen tragbaren Trägermaterial Viskose (Rayon, Acetat) eine Schicht aus synthetischem Kautschuk aufgetragen (Gummierung), die 1985 durch eine haltbarere PVC-Beschichtung abgelöst wurde. Neben der dominierenden Kombination (blaue Viskose/gelber Kautschuk oder PVC) gab es eine Reihe weiterer Farbkombinationen. Neben den großen Taschen und der weiten Kapuze wurde an weitere sinnvolle Details gedacht, wie eine oder zwei Brusttaschen, einen durch eine Knopfleiste verdeckten Reißverschluss und Ösen zur Belüftung am Ärmelansatz.

## Friesennerz in der DDR
Auch in der DDR war der Friesennerz von 1983 bis 1987 aktuell und wurde in Eigenproduktion hergestellt. Um markenrechtliche Auseinandersetzungen mit Jeantex zu vermeiden, erfuhr der DDR-Friesennerz (Marke elpico, Hersteller: VEB Jugendmode) außer seiner Bezeichnung – er hieß offiziell Wetterwendejacke – noch einige weitere Änderungen: Es gab ihn in einer längeren und einer kürzeren Version. Die gelbe Regenseite bestand aus weichem PVC, die blaue Seite aus Nylon oder Mischgewebe. Er hatte auf der gelben Seite blanke Druckknöpfe an den Taschen sowie einen zwischen Reißverschlussende und Saum.
Die Wetterwendejacke war allerdings vom Material her nicht allzu robust und mit 120 Mark sehr teuer.

## Bezeichnung und Popularität

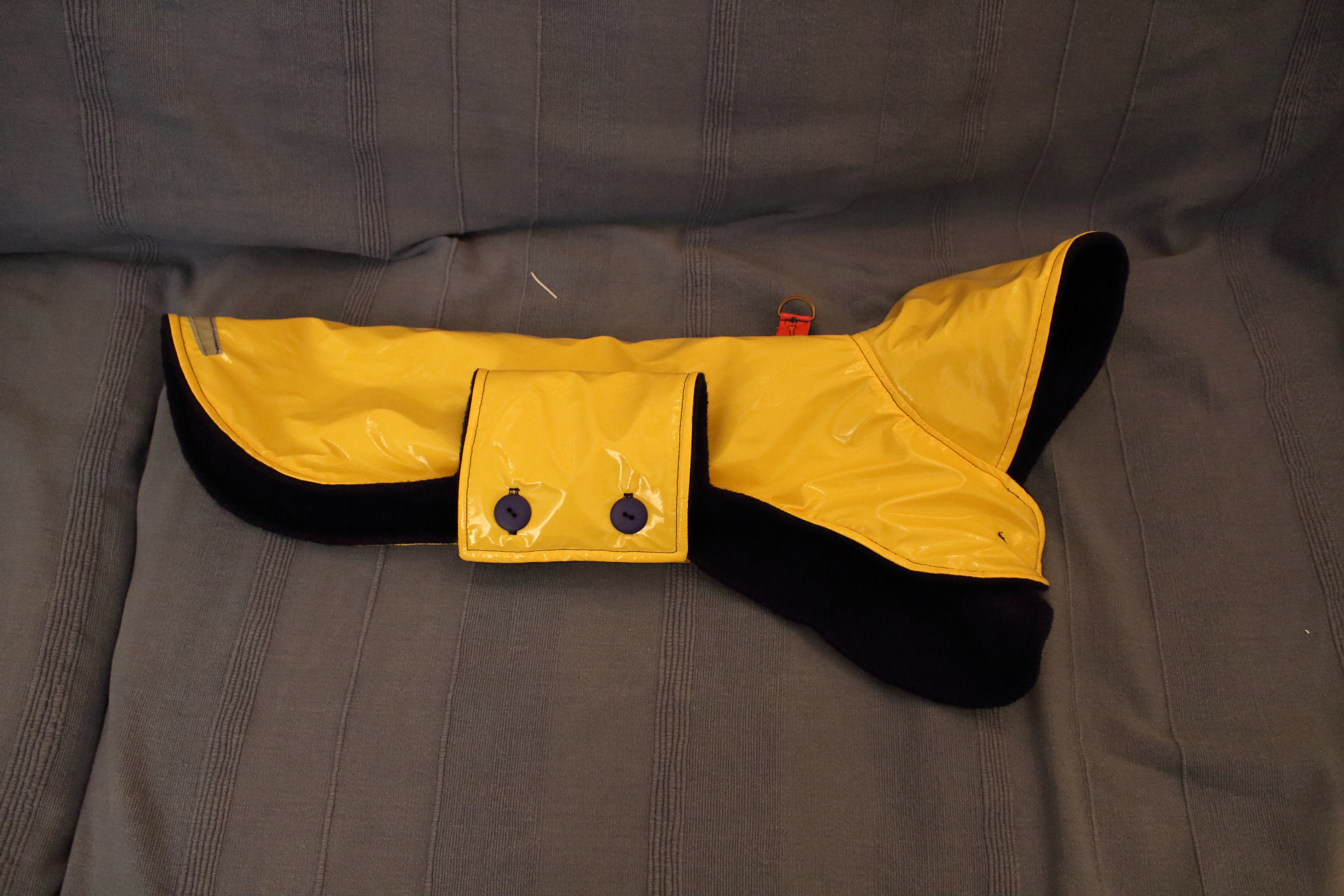
Friesennerz für Dackel

Die Bezeichnung „Friesennerz“ oder „Ostfriesennerz“ für die Öljacken und ihre Varianten kam erst spät mit den Ostfriesenwitzen auf und beendete auch die Trendwelle, hat aber bis heute in der Umgangssprache ihren festen Platz behalten. Allerdings kamen noch andere Faktoren dazu. Der technische Fortschritt ermöglichte atmungsfähigere Materialien. Des Weiteren war der Markt so weit gesättigt, dass sich eine Produktion und Vermarktung in großem Umfang nicht mehr lohnte, und die nachwachsende Generation stieg auf Markenprodukte mit Status-Charakter um.
Der Friesennerz ist im Straßenbild nur noch selten anzutreffen; er hat aber im Internet eine stetig wachsende Fangemeinde, die in Foren und auf selbstgestalteten Webseiten dieses Kultkleidungsstücks gedenkt. Obwohl er als Neuware sowohl in der alten Form als auch in neuem Design erhältlich ist, erzielen die gebrauchten gummierten Friesennerze bei Internetauktionen hohe Preise.